# クリンチ駅
クリンチ駅（クリンチえき、マレー語:Stesen Kerinchi）は、マレーシアのクアラルンプールにある、ラピドKL (RapidKL) クラナ・ジャヤ線 (Kelana Jaya Line)の駅である｡

## 歴史
- 1998年9月1日開業

## 駅構造
相対式ホーム2面2線をもつ高架駅である。